# Lalla Amina
La princesse Lalla Amina (née le 8 avril 1954 et morte le 16 août 2012) est membre de la famille royale marocaine, plus jeune demi-sœur de Hassan II. Passionnée par les chevaux, elle préside la Fédération royale marocaine des sports équestres de 1999 jusqu'à sa mort.

## Enfance et éducation
Lalla Amina naît à Antsirabe, sur l'île de Madagascar, le 8 avril 1954,,. Elle est la plus jeune demi-sœur du roi Hassan II du Maroc, et fille du roi Mohammed V du Maroc et de sa troisième épouse, Lalla Bahia bint Antar. Elle est née alors que la famille royale était en exil, au terme d'un accouchement difficile qui a failli lui coûter la vie et celle de sa mère. C'est le docteur Dubois-Roquebert qui fit l'accouchement. Mina (comme elle était surnommée) est le seul enfant du roi Mohammed V à avoir accès à des papiers français. Elle devient la favorite de son père. Quinze jours après sa naissance, d'après le témoignage du docteur Cléret, elle souffre d'une occlusion intestinale, en conséquence d'une tentative d'assassinat par une personne qui lui faisait avaler des olives.
Au retour de la famille royale au Maroc, en 1955, Malika Oufkir, fille d'un général privilégié, est adoptée de manière informelle dans la famille royale pour être compagne de la princesse,. Lalla Amina vit dans une villa séparée pour être élevée loin des intrigues de cour, et de la jalousie qui en découle,. Sa villa comprend un cinéma privé, un zoo, et sa propre école primaire. Elle reçoit des milliers de cadeaux de la part de chefs d'État. Elle reçoit alors l'enseignement d'une gouvernante allemande sévère, Jeanne Rieffel. Des repas diététiques lui sont proposés en raison de ses problèmes de poids. Lorsque Mohammed V meurt, Hassan II lui promet de s'occuper de Mina comme de sa propre fille. Elle participe avec lui à des chasses à la panthère, et en garde un goût pour la chasse.
Elle suit sa scolarité au Collège royal ou elle obtient son baccalauréat,. Lalla Amina poursuit ensuite ses études à l’université de Rabat, suivant des études de philosophie et apprenant l'arabe, le français et l'anglais. Elle est cependant réputée avoir été une élève médiocre, peu intéressée par la philosophie.

## Mariage
En 1974, Lalla Amina épouse le docteur Sharif Moulay Idris Al-Wazani (né le 10 novembre 1942), et a une fille, Sharifa Lalla Sumaya Al-Wazani. Son mari la laisse veuve en 1999, Lalla Amina se consacre alors dans sa véritable raison de vivre : le cheval. Elle est connue pour son allure sportive, et ses tenues décontractées.

## Activités et récompenses
Tout au long de sa vie, elle est une chasseuse et une cavalière passionnée. Elle préside aussi le trophée Hassan II des arts équestres traditionnels. Elle a également présidé la Ligue marocaine pour la protection de l'enfance, créée en 1957, dès sa petite enfance. Elle préside ensuite l'Organisation marocaine des mères, l'Organisation panafricaine de Lutte contre le sida (OPALS) et devient présidente d'honneur de l'Association Hadaf pour la protection des personnes handicapées. Elle dirige le comité olympique du Maroc, étant membre du conseil d'administration de ce même comité, et entraîneur de l'équipe d'équitation du Maroc. En octobre 1975, Lalla Amina devint la marraine du patrouilleur El Jail ( le " Vagabond " en arabe ), et ce fut à l'eau sainte de La Mecque qu'a été baptisé le navire. 
En 1980, elle crée une écurie privée à Sidi Brini, et lance la célèbre Semaine du cheval de Rabat,. L'un des chevaux qu'elle a élevés à Sidi Brini, Floresco, participe aux Jeux olympiques d'été de 2008 et 2012. Malika Oufkir lui décrit une passion « égoïste » du cheval, ses écuries luxueuses jouxtant des bidonvilles. Lalla Amina préside la Fédération royale marocaine des sports équestres de 1999 jusqu'à sa mort, en 2012. Elle a reçu l'ordre de Mahomet de seconde classe en 2007,.

## Mort et funérailles
Laila Amina est décédée après quatre mois de maladie, d'un cancer du poumon, à Rabat, le 16 août 2012,. Ses prières funéraires ont eu lieu après la prière d'Al Asr, à la mosquée Ahl Fez le 17 août 2012. Son corps a été enterré au mausolée Moulay El Hassan, au palais royal de Rabat.

## Honneurs

### Honneurs nationaux
- Dame grand cordon de l'ordre du Trône.
- Ordre de Souveraineté du Maroc (2007)[20].